# فرودگاه اسمیرنا (دلاور)
فرودگاه اسمیرنا (دلاور) (به انگلیسی: Smyrna Airport (Delaware)) یک فرودگاه همگانی بهره‌برداری هوایی است که یک باند فرود چمن دارد و طول باند آن ۷۹۲ متر است. این فرودگاه در کشور ایالات متحده آمریکا قرار دارد و در ارتفاع ۵ متری از سطح دریا واقع شده است.